# Národní parky ve Švédsku
Ve Švédsku se nachází třicet národních parků. Mají celkovou rozlohu 7000 km² (2018) a zabírají proto 1,56 % rozlohy Švédska. Největší z nich je Národní park Padjelanta (1984 km²). Nejstaršími jsou Národní parky Abisko, Stora Sjöfallet, Sarek, Pieljekaise, Sånfjället, Hamra, Ängsö, Garphyttan a Gotska Sandön, které byly vyhlášeny v roce 1909, nejmladší je Åsnen z roku 2018.

## Seznam parků
1. Vadvetjåkka
2. Abisko
3. Stora Sjöfallet
4. Padjelanta
5. Sarek
6. Muddus
7. Pieljekaise
8. Národní park souostroví Haparanda
9. Björnlandet
10. Skuleskogen
11. Sonfjället
12. Töfsingdalen
13. Fulufjället
14. Hamra
15. Färnebofjärden
16. Ängsö
17. Garphyttan
18. Tyresta
19. Tresticklan
20. Djurö
21. Tiveden
22. Norra Kvill
23. Store Mosse
24. Blå Jungfrun
25. Söderåsen
26. Dalby Söderskog
27. Stenshuvud
28. Gotska Sandön
29. Kosterhavet
30. Åsnen